# Hörlbach (Gemeinde)
Hörlbach ist eine Gemarkung in Niederbayern im Landkreis Kelheim. Bis 1975 bestand die Gemeinde Hörlbach.

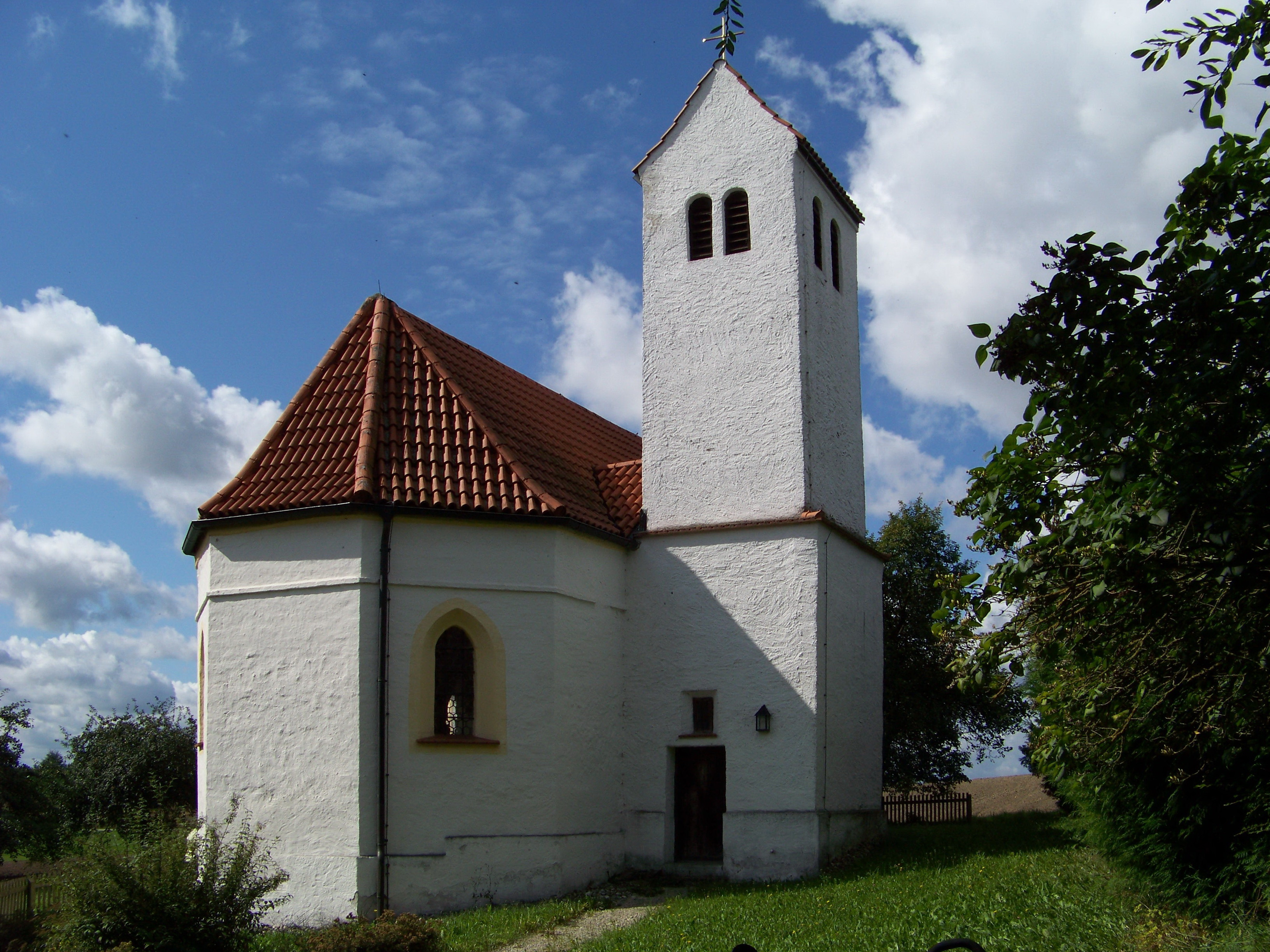
Die katholische Kirche St. Georg im Ortsteil Unterhörlbach

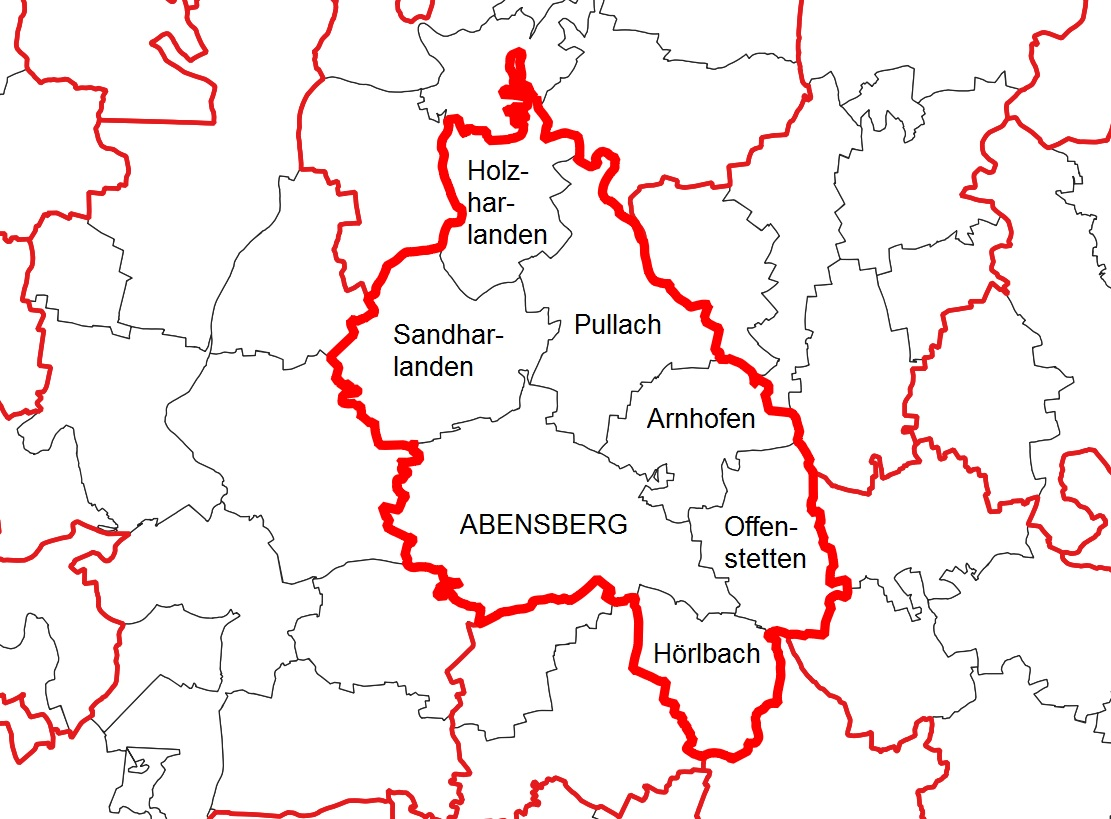
Die Gemarkung Hörlbach im Süden der Stadt Abensberg

Die Gemarkung mit einer Fläche von 560,93 Hektar liegt vollständig auf dem Gebiet der Stadt Abensberg und ist die südlichste Gemarkung im Stadtgebiet. Auf ihr liegen die Abensberger Gemeindeteile Lehen, Mitterhörlbach, Unterhörlbach und Oberhörlbach. Ihre Nachbargemarkungen sind (beginnend im Norden im Uhrzeigersinn): Abensberg, Offenstetten, Kirchdorf und Biburg.

## Geschichte
Die Gemeinde Hörlbach hatte die vier Gemeindeteile Lehen, Mitterhörlbach, Unterhörlbach und Oberhörlbach. Im Jahr 1964 umfasste die Gemarkung 560,58 Hektar. Im Zuge der Gebietsreform in Bayern wurde die Gemeinde Hörlbach aufgelöst und am 1. April 1975 vollständig in die Stadt Abensberg eingegliedert.
Einwohnerentwicklung
- 1840: 0.131 Einwohner[4]
- 1867: 0.161 Einwohner[4][5]
- 1871: 0.159 Einwohner[4]
- 1900: 0.156 Einwohner[4]
- 1925: 0.165 Einwohner[4]
- 1939: 0.157 Einwohner[4]
- 1950: 0.190 Einwohner[4]
- 1961: 0.127 Einwohner[3]
- 1970: 0.124 Einwohner[6]